# NVDEC
NVDEC(이전 명칭: NVCUVID)는 비디오 디코딩을 수행하여 CPU의 컴퓨팅 집약적인 작업을 오프로드하는 엔비디아 그래픽 카드 기능이다. NVDEC는 퓨어비디오의 후속작이며 케플러 및 이후 엔비디아 GPU에서 사용할 수 있다.
엔비디아 비디오 코덱 SDK에서 비디오 인코딩을 위한 NVENC와 함께 제공된다.

## 기술
NVDEC는 비디오 디코딩을 완전 고정 기능 디코딩 하드웨어(엔비디아 퓨어비디오)로 오프로드하거나 고정 기능 하드웨어가 없는 경우 GPU에서 실행되는 CUDA 소프트웨어를 통해 (부분적으로) 디코딩할 수 있다.
GPU 아키텍처에 따라 다음 코덱이 지원된다.
- MPEG-2
- VC-1
- H.264 (AVC)
- H.265 (HEVC)
- VP8
- VP9
- AV1

## 버전
NVCUVID는 원래 엔비디아 CUDA 툴킷의 일부로 배포되었다. 이후 NVDEC로 이름이 변경되어 엔비디아 비디오 코덱 SDK로 이전되었다.

## 운영체제 지원
NVDEC는 윈도우 및 리눅스 운영체제에서 사용할 수 있다. NVDEC는 VDPAU API와는 대조적으로 사유 API이므로 리눅스에서는 사유 엔비디아 드라이버에서만 지원된다.

## 애플리케이션 및 라이브러리 지원
- Gstreamer는 2017년부터 NVDEC를 지원해 왔다.[5]
- FFmpeg는 2017년부터 NVDEC를 지원해 왔다.[6]
- mpv는 2017년부터 FFmpeg를 사용하여 NVDEC를 지원해 왔다.[7]

## GPU 지원
하드웨어 가속 디코딩 및 인코딩은 페르미 또는 이후 세대 GPU를 장착한 엔비디아 지포스, 쿼드로, 테슬라, GRID 제품에서 지원된다.
| Board                                               | Chip   | NVDEC per chip | MPEG-2 | VC-1   | VP8    | VP9    | VP9    | VP9    | H.264 (AVCHD) (except High 10) | H.265 (HEVC) 4:2:0 | H.265 (HEVC) 4:2:0 | H.265 (HEVC) 4:2:0 | H.265 (HEVC) 4:4:4 | H.265 (HEVC) 4:4:4 | H.265 (HEVC) 4:4:4 | AV1 4:2:0 | AV1 4:2:0 |
| Board                                               | Chip   | NVDEC per chip | MPEG-2 | VC-1   | VP8    | 8 bit  | 10 bit | 12 bit | H.264 (AVCHD) (except High 10) | 8 bit              | 10 bit             | 12 bit             | 8 bit              | 10 bit             | 12 bit             | 8 bit     | 10 bit    |
| --------------------------------------------------- | ------ | -------------- | ------ | ------ | ------ | ------ | ------ | ------ | ------------------------------ | ------------------ | ------------------ | ------------------ | ------------------ | ------------------ | ------------------ | --------- | --------- |
| GeForce 710A > 810A                                 | GK208  | 1              | 예     | 예     | 아니요 | 아니요 | 아니요 | 아니요 | 예                             | 아니요             | 아니요             | 아니요             | 아니요             | 아니요             | 아니요             | 아니요    | 아니요    |
| GeForce GT 723A / 740A                              | GK208  | 1              | 예     | 예     | 아니요 | 아니요 | 아니요 | 아니요 | 예                             | 아니요             | 아니요             | 아니요             | 아니요             | 아니요             | 아니요             | 아니요    | 아니요    |
| GeForce GT 720M > 740M                              | GK208  | 1              | 예     | 예     | 아니요 | 아니요 | 아니요 | 아니요 | 예                             | 아니요             | 아니요             | 아니요             | 아니요             | 아니요             | 아니요             | 아니요    | 아니요    |
| GeForce GT 630 / 635/ 640 / 710 / 730               | GK208  | 1              | 예     | 예     | 아니요 | 아니요 | 아니요 | 아니요 | 예                             | 아니요             | 아니요             | 아니요             | 아니요             | 아니요             | 아니요             | 아니요    | 아니요    |
| GeForce 710A / 810M / 820M                          | GK107  | 1              | 예     | 예     | 아니요 | 아니요 | 아니요 | 아니요 | 예                             | 아니요             | 아니요             | 아니요             | 아니요             | 아니요             | 아니요             | 아니요    | 아니요    |
| GeForce GT 640M > 755M / GTX 660M                   | GK107  | 1              | 예     | 예     | 아니요 | 아니요 | 아니요 | 아니요 | 예                             | 아니요             | 아니요             | 아니요             | 아니요             | 아니요             | 아니요             | 아니요    | 아니요    |
| GeForce GT 630 - 640 GeForce GTX 650 GeForce GT 740 | GK107  | 1              | 예     | 예     | 아니요 | 아니요 | 아니요 | 아니요 | 예                             | 아니요             | 아니요             | 아니요             | 아니요             | 아니요             | 아니요             | 아니요    | 아니요    |
| GeForce GTX 645 -650 Ti Boost GeForce GT 740        | GK106  | 1              | 예     | 예     | 아니요 | 아니요 | 아니요 | 아니요 | 예                             | 아니요             | 아니요             | 아니요             | 아니요             | 아니요             | 아니요             | 아니요    | 아니요    |
| GeForce GTX 660 - 690 GeForce GTX 760 - 770         | GK104  | 1              | 예     | 예     | 아니요 | 아니요 | 아니요 | 아니요 | 예                             | 아니요             | 아니요             | 아니요             | 아니요             | 아니요             | 아니요             | 아니요    | 아니요    |
| GeForce GTX 760A/M > 880M                           | GK104  | 1              | 예     | 예     | 아니요 | 아니요 | 아니요 | 아니요 | 예                             | 아니요             | 아니요             | 아니요             | 아니요             | 아니요             | 아니요             | 아니요    | 아니요    |
| GeForce GTX 680M/MX > 880M                          | GK104  | 1              | 예     | 예     | 아니요 | 아니요 | 아니요 | 아니요 | 예                             | 아니요             | 아니요             | 아니요             | 아니요             | 아니요             | 아니요             | 아니요    | 아니요    |
| GeForce GTX 780 - 780 Ti                            | GK110  | 1              | 예     | 예     | 아니요 | 아니요 | 아니요 | 아니요 | 예                             | 아니요             | 아니요             | 아니요             | 아니요             | 아니요             | 아니요             | 아니요    | 아니요    |
| GeForce GTX Titan / Titan Black                     | GK110  | 1              | 예     | 예     | 아니요 | 아니요 | 아니요 | 아니요 | 예                             | 아니요             | 아니요             | 아니요             | 아니요             | 아니요             | 아니요             | 아니요    | 아니요    |
| GeForce GTX Titan Z                                 | GK110  | 1              | 예     | 예     | 아니요 | 아니요 | 아니요 | 아니요 | 예                             | 아니요             | 아니요             | 아니요             | 아니요             | 아니요             | 아니요             | 아니요    | 아니요    |
| GeForce GTX 745 - 750 Ti                            | GM107  | 1              | 예     | 예     | 아니요 | 아니요 | 아니요 | 아니요 | 예                             | 아니요             | 아니요             | 아니요             | 아니요             | 아니요             | 아니요             | 아니요    | 아니요    |
| GeForce 840M / 845M / 940M / 940MX / 945M           | GM107  | 1              | 예     | 예     | 아니요 | 아니요 | 아니요 | 아니요 | 예                             | 아니요             | 아니요             | 아니요             | 아니요             | 아니요             | 아니요             | 아니요    | 아니요    |
| GeForce GTX 850A > 960A                             | GM107  | 1              | 예     | 예     | 아니요 | 아니요 | 아니요 | 아니요 | 예                             | 아니요             | 아니요             | 아니요             | 아니요             | 아니요             | 아니요             | 아니요    | 아니요    |
| GeForce GTX 850M > 960M                             | GM107  | 1              | 예     | 예     | 아니요 | 아니요 | 아니요 | 아니요 | 예                             | 아니요             | 아니요             | 아니요             | 아니요             | 아니요             | 아니요             | 아니요    | 아니요    |
| GeForce 830A > 945A                                 | GM108  | 0              | 아니요 | 아니요 | 아니요 | 아니요 | 아니요 | 아니요 | 아니요                         | 아니요             | 아니요             | 아니요             | 아니요             | 아니요             | 아니요             | 아니요    | 아니요    |
| GeForce 830M > 945M                                 | GM108  | 0              | 아니요 | 아니요 | 아니요 | 아니요 | 아니요 | 아니요 | 아니요                         | 아니요             | 아니요             | 아니요             | 아니요             | 아니요             | 아니요             | 아니요    | 아니요    |
| GeForce GTX 920MX - 940MX                           | GM108  | 0              | 아니요 | 아니요 | 아니요 | 아니요 | 아니요 | 아니요 | 아니요                         | 아니요             | 아니요             | 아니요             | 아니요             | 아니요             | 아니요             | 아니요    | 아니요    |
| GeForce MX110 / MX130                               | GM108  | 0              | 아니요 | 아니요 | 아니요 | 아니요 | 아니요 | 아니요 | 아니요                         | 아니요             | 아니요             | 아니요             | 아니요             | 아니요             | 아니요             | 아니요    | 아니요    |
| GeForce GTX 750 / 950 - 960                         | GM206  | 1              | 예     | 예     | 예     | 예     | 아니요 | 아니요 | 예                             | 예                 | 예                 | 아니요             | 아니요             | 아니요             | 아니요             | 아니요    | 아니요    |
| GeForce GTX 965M                                    | GM206  | 1              | 예     | 예     | 예     | 예     | 아니요 | 아니요 | 예                             | 예                 | 예                 | 아니요             | 아니요             | 아니요             | 아니요             | 아니요    | 아니요    |
| GeForce GTX 910M / 920M / 920A                      | GM208B | 1              | 예     | 예     | 아니요 | 아니요 | 아니요 | 아니요 | 예                             | 아니요             | 아니요             | 아니요             | 아니요             | 아니요             | 아니요             | 아니요    | 아니요    |
| GeForce GTX 980M / 980MX                            | GM204  | 1              | 예     | 예     | 예     | 아니요 | 아니요 | 아니요 | 예                             | 아니요             | 아니요             | 아니요             | 아니요             | 아니요             | 아니요             | 아니요    | 아니요    |
| GeForce GTX 960 Ti / 970 / 980                      | GM204  | 1              | 예     | 예     | 예     | 아니요 | 아니요 | 아니요 | 예                             | 아니요             | 아니요             | 아니요             | 아니요             | 아니요             | 아니요             | 아니요    | 아니요    |
| GeForce GTX 980 Ti                                  | GM200  | 1              | 예     | 예     | 예     | 아니요 | 아니요 | 아니요 | 예                             | 아니요             | 아니요             | 아니요             | 아니요             | 아니요             | 아니요             | 아니요    | 아니요    |
| GeForce GTX Titan X                                 | GM200  | 1              | 예     | 예     | 예     | 아니요 | 아니요 | 아니요 | 예                             | 아니요             | 아니요             | 아니요             | 아니요             | 아니요             | 아니요             | 아니요    | 아니요    |
| GeForce MX150                                       | GP108  | 0              | 아니요 | 아니요 | 아니요 | 아니요 | 아니요 | 아니요 | 아니요                         | 아니요             | 아니요             | 아니요             | 아니요             | 아니요             | 아니요             | 아니요    | 아니요    |
| GeForce MX230 / MX250 / MX330                       | GP108  | 0              | 아니요 | 아니요 | 아니요 | 아니요 | 아니요 | 아니요 | 아니요                         | 아니요             | 아니요             | 아니요             | 아니요             | 아니요             | 아니요             | 아니요    | 아니요    |
| GeForce GT 1030                                     | GP108  | 1              | 예     | 예     | 아니요 | 예     | 예     | 예     | 예                             | 예                 | 예                 | 예                 | 아니요             | 아니요             | 아니요             | 아니요    | 아니요    |
| GeForce GTX 1050 / 1050 Ti / MX350                  | GP107  | 1              | 예     | 예     | 아니요 | 예     | 예     | 예     | 예                             | 예                 | 예                 | 예                 | 아니요             | 아니요             | 아니요             | 아니요    | 아니요    |
| GeForce GTX 1050 / 1050 Ti                          | GP106  | 1              | 예     | 예     | 아니요 | 예     | 아니요 | 아니요 | 예                             | 예                 | 예                 | 예                 | 아니요             | 아니요             | 아니요             | 아니요    | 아니요    |
| GeForce GTX 1060                                    | GP106  | 1              | 예     | 예     | 아니요 | 예     | 아니요 | 아니요 | 예                             | 예                 | 예                 | 예                 | 아니요             | 아니요             | 아니요             | 아니요    | 아니요    |
| GeForce GTX 1060                                    | GP104  | 1              | 예     | 예     | 아니요 | 예     | 아니요 | 아니요 | 예                             | 예                 | 예                 | 예                 | 아니요             | 아니요             | 아니요             | 아니요    | 아니요    |
| GeForce GTX 1070M / 1080M                           | GP104B | 1              | 예     | 예     | 예     | 예     | 아니요 | 아니요 | 예                             | 예                 | 예                 | 예                 | 아니요             | 아니요             | 아니요             | 아니요    | 아니요    |
| GeForce GTX 1070 / 1070 Ti / 1080                   | GP104  | 1              | 예     | 예     | 예     | 예     | 아니요 | 아니요 | 예                             | 예                 | 예                 | 예                 | 아니요             | 아니요             | 아니요             | 아니요    | 아니요    |
| GeForce GTX 1080 Ti                                 | GP102  | 1              | 예     | 예     | 아니요 | 예     | 예     | 예     | 예                             | 예                 | 예                 | 예                 | 아니요             | 아니요             | 아니요             | 아니요    | 아니요    |
| GeForce GTX Titan X / Titan Xp                      | GP102  | 1              | 예     | 예     | 아니요 | 예     | 예     | 예     | 예                             | 예                 | 예                 | 예                 | 아니요             | 아니요             | 아니요             | 아니요    | 아니요    |
| Titan V                                             | GV100  | 1              | 예     | 예     | 예     | 예     | 예     | 예     | 예                             | 예                 | 예                 | 예                 | 아니요             | 아니요             | 아니요             | 아니요    | 아니요    |
| GeForce GTX 1650 / MX450                            | TU117  | 1              | 예     | 예     | 예     | 예     | 예     | 예     | 예                             | 예                 | 예                 | 예                 | 예                 | 예                 | 예                 | 아니요    | 아니요    |
| GeForce GTX 1660 Ti / 1660 / 1660 Super             | TU116  | 1              | 예     | 예     | 예     | 예     | 예     | 예     | 예                             | 예                 | 예                 | 예                 | 예                 | 예                 | 예                 | 아니요    | 아니요    |
| GeForce RTX 2060 / 2070 / 2060 Super                | TU106  | 1              | 예     | 예     | 예     | 예     | 예     | 예     | 예                             | 예                 | 예                 | 예                 | 예                 | 예                 | 예                 | 아니요    | 아니요    |
| GeForce RTX 2080 / 2070 Super / 2080 Super          | TU104  | 1              | 예     | 예     | 예     | 예     | 예     | 예     | 예                             | 예                 | 예                 | 예                 | 예                 | 예                 | 예                 | 아니요    | 아니요    |
| GeForce RTX 2080 Ti                                 | TU102  | 1              | 예     | 예     | 예     | 예     | 예     | 예     | 예                             | 예                 | 예                 | 예                 | 예                 | 예                 | 예                 | 아니요    | 아니요    |
| Titan RTX                                           | TU102  | 1              | 예     | 예     | 예     | 예     | 예     | 예     | 예                             | 예                 | 예                 | 예                 | 예                 | 예                 | 예                 | 아니요    | 아니요    |
| A100                                                | GA100  | 1              | 예     | 예     | 예     | 예     | 예     | 예     | 예                             | 예                 | 예                 | 예                 | 예                 | 예                 | 예                 | 아니요    | 아니요    |
| GeForce RTX 3050 Ti / RTX 3050                      | GA107  | 1              | 예     | 예     | 예     | 예     | 예     | 예     | 예                             | 예                 | 예                 | 예                 | 예                 | 예                 | 예                 | 예        | 예        |
| GeForce RTX 3060                                    | GA106  | 1              | 예     | 예     | 예     | 예     | 예     | 예     | 예                             | 예                 | 예                 | 예                 | 예                 | 예                 | 예                 | 예        | 예        |
| GeForce RTX 3060 Ti / 3070 / 3070 Ti                | GA104  | 1              | 예     | 예     | 예     | 예     | 예     | 예     | 예                             | 예                 | 예                 | 예                 | 예                 | 예                 | 예                 | 예        | 예        |
| GeForce RTX 3080 / 3090                             | GA102  | 1              | 예     | 예     | 예     | 예     | 예     | 예     | 예                             | 예                 | 예                 | 예                 | 예                 | 예                 | 예                 | 예        | 예        |
| GeForce RTX 4090                                    | AD102  | 1              | 예     | 예     | 예     | 예     | 예     | 예     | 예                             | 예                 | 예                 | 예                 | 예                 | 예                 | 예                 | 예        | 예        |
| Board                                               | Chip   | NVDEC per chip | MPEG-2 | VC-1   | VP8    | VP9    | VP9    | VP9    | H.264 (AVCHD)                  | H.265 (HEVC) 4:2:0 | H.265 (HEVC) 4:2:0 | H.265 (HEVC) 4:2:0 | H.265 (HEVC) 4:4:4 | H.265 (HEVC) 4:4:4 | H.265 (HEVC) 4:4:4 | AV1 4:2:0 | AV1 4:2:0 |
| Board                                               | Chip   | NVDEC per chip | MPEG-2 | VC-1   | VP8    | 8 bit  | 10 bit | 12 bit | H.264 (AVCHD)                  | 8 bit              | 10 bit             | 12 bit             | 8 bit              | 10 bit             | 12 bit             | 8 bit     | 10 bit    |

## 같이 보기
- 비디오 코어 넥스트
- 통합 비디오 디코더
- 인텔 퀵 싱크 비디오
- 엔비디아 그래픽 처리 장치 목록
- 엔비디아 NVENC